# Magolja

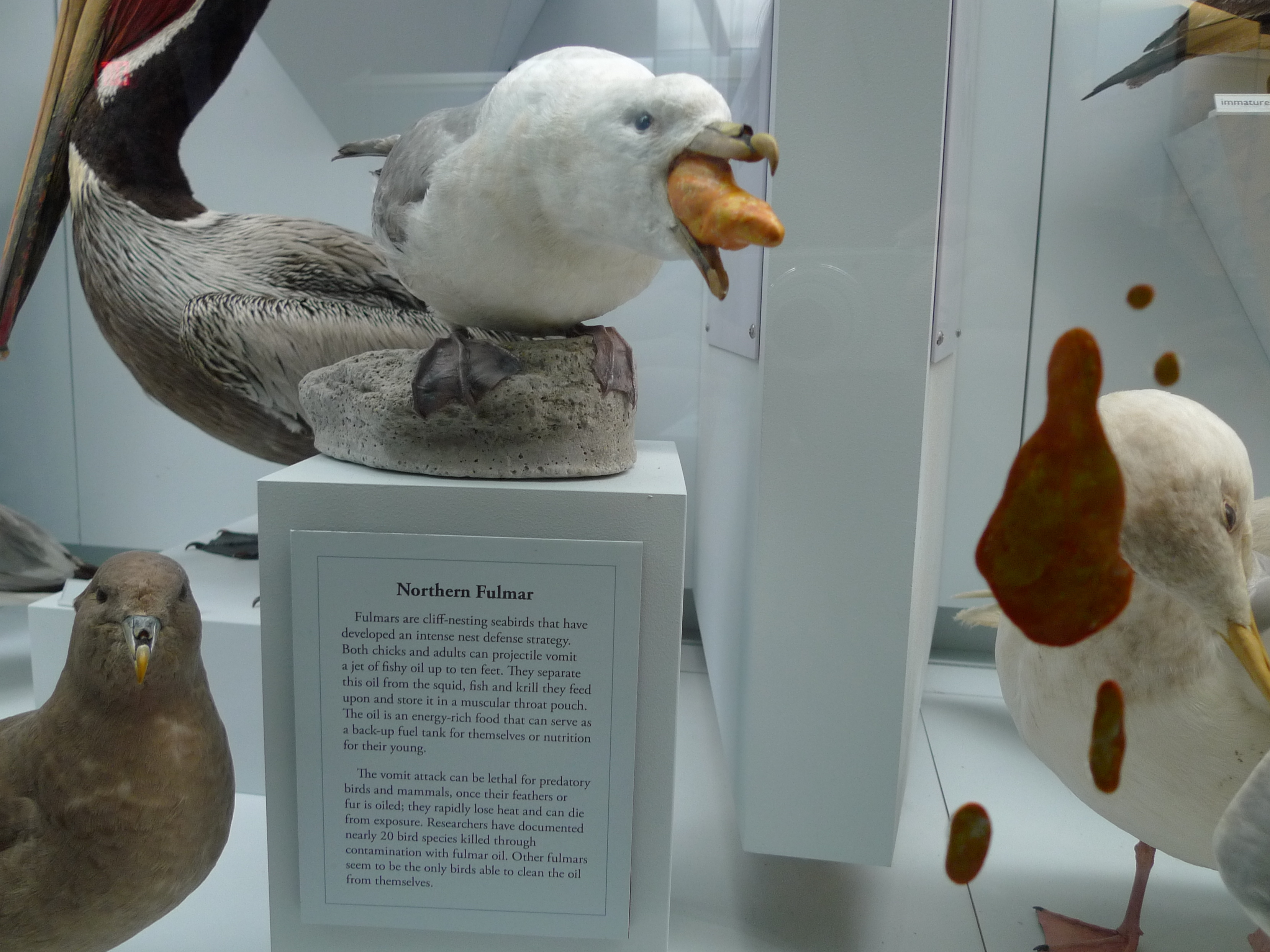
En museimonter som visar en oljeattack utförd av en stormfågel.

Magolja är en orangefärgad lätt olja med en densitet av 0,88 g/ml som består av neutrala lipider från födan som återfinns i körtelmagen hos fåglar som tillhör ordningen stormfåglar. Alla albatrosser, liror, stormsvalor och havslöpare producerar denna olja, dock ej alla dykpetreller.
Den kemiska sammansättningen varierar från art till art och mellan olika individer, men nästan alltid ingår estrar av vax, samt triglycerider. Andra vanliga föreningar som ingår är bland annat glyceroletrar, pristan och squalen. Magolja har låg viskositet och hårdnar till vax om den kyls ned.
Man trodde tidigare att magoljan var ett sekret från körtelmagen, men det är nu känt att det är en restprodukt från födoämnen som lysräkor (krill), bläckfiskar, hoppkräftor och fisk. Den tros fylla flera funktioner hos fåglarna, men i första hand som energiförråd. Dess energivärde är ungefär 9,6 kCal per gram, vilket är strax under dieselolja. Därför kan en större mängd energi lagras som magolja än som osmält föda. Detta kan vara en stor fördel för fåglar som ofta flyger långa sträckor för att söka föda och leverera föda till sina ungar, eller som energilager medan de kryssar över haven och letar efter de fläckvisa förekomsterna av något ätbart.
Liror och albatrosser kan spruta ut magoljan genom näbben (inte näsborrarna som ibland uppges) mot angripande predatorer eller rivaler. Oljan kan vara dödlig för fåglar eftersom den kan kladda ihop fjädrarna så att fågeln förlorar flygförmågan, drunknar eller fryser ihjäl. Magoljan är dessutom väldigt illaluktande, vilket säkert kan ha en avskräckande effekt och har gjort att fåglarna kallats "stinkers" och "stinkpots". Stormfågelsläktets vetenskapliga namn, Fulmarus kommer från fornnordiska fūlmār, "ful mås" och hänsyftar antagligen på dess vana att spruta stinkande magolja.
På den skotska ögruppen Saint Kilda nyttjades stormfågelns magolja förr som bränsle i lampor och man använde till och med fågeln själv som lampa genom att bara dra en veke genom kroppen. Detsamma gjordes med stormsvalor på Ferro, en av Kanarieöarna. På St. Kilda kunde man också betala hyran till lairden med magolja.